# Yves Real del Sarte
Yves Désiré Real del Sarte, né le 22 mai 1891, dans le 17e arrondissement de Paris et mort le 30 décembre 1979 à Saint-Jean-de-Luz, est un compositeur, secrétaire général de la Ligue d'Action française de 1929 à 1930.

## Biographie

### Famille
Il est issu d'une famille originaire de Solesmes. Son grand-père maternel, François del Sarte est un musicien de forte notoriété. Sa mère, Magdeleine del Sarte est une peintre renommée et son père Désiré Real del Sarte est sculpteur. Son frère, Maxime Real del Sarte est sculpteur et chef des Camelots du Roi.

### Carrière politique et artistique
Il rejoint l'organisation des Camelots du Roi dès sa fondation. En 1909, il manifeste en présence de ses frères Serge et André, tous deux Camelots du Roi, au cimetière Montparnasse pour la mémoire de Gabriel Syveton. 
Il est incorporé dans l'armée en octobre 1912. Fervent chrétien, Yves Real del Sarte baptise le caporal Jean Puzenat dans les tranchées. Peu de temps après, il est fait prisonnier le 22 août 1914 à Baranzy puis il est interné à Grafenwöhr. En 1918 il est hospitalisé en Suisse. Le 2 décembre de cette même année il est rapatrié et passe par le 4e régiment des zouaves.
Le 30 décembre 1927, Yves se marie avec Louis Marie Berthe de Gaigneron Jollinon de Marolles. Il est nommé secrétaire général de la Ligue d'Action française en 1929 et ce jusqu'à ce que Paul Robain le remplace en 1931. Il contribue à l'ouvrage Dessins de Guerre d'André et Maxime Real del Sarte, préfacé par Léon Daudet, dans lequel il compose un Chant d'Amour pour piano.  
En 1929, il compose un hymne à Jeanne d'Arc pour le cinquième centenaire. Il repose au cimetière ancien de Saint-Jean-de-Luz.